# La Pobla de Montornès
La Pobla de Montornès és un municipi de la comarca del Tarragonès que forma part de l'àrea anomenada Baix Gaià. El municipi consta de 2.904 habitants (2013) i té una extensió de 12,3 km².

## Etimologia
Segons Antoni Maria Alcover i Francesc de Borja Moll, el nom de la Pobla de Montornès prové, en primer lloc, del que sembla un derivat postverbal de poblar i de l'adjectiu llatí Minturnense, 'nadiu de Minturnae', tot i que també proposen l'origen de mōnte *turnēnse, 'muntanya rodonenca'. Opten per la grafia «Montornés».

## Geografia
- Llista de topònims de la Pobla de Montornès (Orografia: muntanyes, serres, collades, indrets..; hidrografia: rius, fonts...; edificis: cases, masies, esglésies, etc).

El terme municipal limita amb els de La Nou de Gaià, Creixell, Torredembarra, Altafulla i Bonastre. És al marge esquerre del riu Gaià, en una depressió que es forma entre les muntanyes i turons premediterranis, entre ells el de Montornès. El poble és a 4 km de la costa i el terreny és irregular, amb petits turons que separen les planúries i les petites valls. A peu del sistema muntanyós del terme hi ha l'antic caseriu de Rubials. Hi ha també tres urbanitzacions residencials a uns dos quilòmetres del poble. Limita amb els següents municipis:
| Bonastre       | Bonastre        | Bonastre      |
| La Nou de Gaià | Rosa dels vents | Creixell      |
| Altafulla      | Torredembarra   | Torredembarra |

## Història
L'origen del poble data del 1066 en una donació per la qual el comte de Barcelona, Ramon Berenguer I, i la seva esposa Almodis donaren a Ramon Transunyer i a la seva muller Rotlenda i a llur descendència el puig anomenat Puigperdiguers, amb l'obligació de construir-hi una fortalesa. L'indret fou anomenat posteriorment Montornès i fou l'origen del municipi de La Pobla de Montornès.
L'any 1099 Ramon Transunyer en vengué els drets a Berenguer de Rajadell i el 1173 un fill o net de l'anterior, Ponç de Rajadell va vendre el "castrum quod vocatur Montem Tornes" al cenobi de Santes Creus que arribà a posseir pràcticament tot el terme de Montornès. El 1259, l'abat Berenguer Aimeric atorgà una carta de poblament als habitants d'aquest assentament. Durant molt temps, Montornès fou una granja del monestir que hi nomenà un majoral administrador. En el fogatjament de 1365-70, s'hi comptaven 37 focs.
La guerra del Francès i la Desamortitzacions espanyoles del govern de Juan Álvarez Mendizábal, l'any 1835, capgiraren la vida del poble i de la seva gent i les propietats del monestir foren venudes, moltes d'elles en pública subhasta. El castell, després d'anys d'abandó fou destruït durant les guerres carlines, quan els habitants del poble es replegaren dins els murs de la fortalesa. Durant la Guerra Civil espanyola, es cremà l'església i l'Ermita de Montornès, encara que es va poder salvar la imatge de la Mare de Déu.

## Cultura
L'església parroquial és dedicada a santa Maria. Es va construir el 1575 gràcies a les aportacions realitzades pels mateixos poblatans. El temple, de planta rectangular, és d'estil gòtic decadent. El campanar actual es va construir el 1778. La planta baixa és quadrada mentre que la superior presenta una forma octogonal.
A tocar d'on hi havia l'antic castell, avui desaparegut (vegeu l'apartat Història), està l'ermita de la Verge de Montornès. El 1783 es va construir, damunt les restes de la capella del castell, l'ermita actual. De l'antic temple només en queda visible la portalada romànica. A l'interior de l'ermita s'hi venera una talla policromada de la Verge, tallada en alabastre al segle xvi. Des de 1976, cada Nadal es munta un pessebre vivent als voltants de l'ermita.

## Demografia
| Entitat de població     | Habitants (2023) |
| el Castell de Montornès | 1.597            |
| la Pobla de Montornès   | 778              |
| Flor d'Ametller         | 469              |
| Poblamar                | 296              |
| Eixample de Llevant     | 81               |
| Font: Idescat           |                  |

| 1497 f | 1515 f | 1553 f | 1717 | 1787 | 1857  | 1877  | 1887  | 1900 | 1910 |
| ------ | ------ | ------ | ---- | ---- | ----- | ----- | ----- | ---- | ---- |
| 14     | 16     | 20     | 192  | 769  | 1.261 | 1.093 | 1.148 | 949  | 922  |

| 1920 | 1930 | 1940 | 1950 | 1960 | 1970 | 1981 | 1990 | 1992 | 1994 |
| ---- | ---- | ---- | ---- | ---- | ---- | ---- | ---- | ---- | ---- |
| 949  | 875  | 788  | 749  | 780  | 765  | 787  | 836  | 943  | 943  |

| 1996  | 1998  | 2000  | 2002  | 2004  | 2006  | 2008  | 2010  | 2012  | 2014  |
| ----- | ----- | ----- | ----- | ----- | ----- | ----- | ----- | ----- | ----- |
| 1.115 | 1.204 | 1.336 | 1.622 | 1.882 | 2.339 | 2.741 | 2.888 | 2.897 | 2.860 |

| 2016  | 2018  | 2020  | 2022  | 2024  | 2026 | 2028 | 2030 | 2032 | 2034 |
| ----- | ----- | ----- | ----- | ----- | ---- | ---- | ---- | ---- | ---- |
| 2.806 | 2.828 | 2.884 | 3.101 | 3.329 | -    | -    | -    | -    | -    |

## Economia
La principal activitat econòmica de La Pobla de Montornès, igual que a molts altres pobles del Baix Gaià, és l'agricultura. Els principals cultius són les oliveres i els garrofers.